# Gallardoa
Gallardoa é um género botânico pertencente à família Malpighiaceae.

## Espécies
- Gallardoa fischeri Hicken

1. ↑  «Gallardoa — World Flora Online». www.worldfloraonline.org. Consultado em 19 de agosto de 2020